# 馬鋼集団
馬鋼（集団）控股有限公司（まこうしゅうだんこうこゆうげんこうし）は、中華人民共和国（中国）安徽省馬鞍山市雨山区に本拠を置く国有の持株会社（＝控股公司）である。
1953年成立。成立時の鞍山鉄廠から1958年馬鞍山鋼鉄公司、1993年馬鋼総公司を経て1998年から現名称である。安徽省人民政府国有資産監督管理委員会が資本の100%を出資する。傘下には鉄鋼メーカーや鉱業業者があるが、そのうち1993年9月1日成立の馬鞍山鋼鉄股分有限公司は上海証券取引所・香港証券取引所に株式を上場している。
2019年、宝武鋼鉄集団（2016年に宝鋼集団と武漢鋼鉄集団が統合してできたグループ）との間で経営統合を発表。発表時点の年間生産規模は、馬鋼集団が約2000万トン、宝武鋼鉄集団が約7000万トン。